# Valērijs Vauļins
Valērijs Vauļins, ros. Валерий Ваулин - Walerij Waulin (ur. 7 maja 1962 w Elektrostali, ZSRR) – radziecki i łotewski hokeista.

## Kariera
- Kristałł Elektrostal (wychowanek)
- berzs Latvijas (1979-1981)
- Dinamo Ryga (1981-1985)
- Tallin Talleks (1986-1989)
- Górnik 1920 Katowice (1992-1994)
- TTH Metron Toruń (1995-1996)
- HK Rīga/Alianse (1996)
- HK Lido Nafta Riga (1996-2001)

Był wychowankiem rosyjskiego klubu Kristałł Elektrostal. Po przeprowadzce do Łotewskiej SRR grał w drużynie berzs Latvijas w sezonie 1979/1980 i 1980/1981 (w drugiej edycji wraz z nim m.in. Sergejs Povečerovskis, Jevgeņijs Semerjaks. Był zawodnikiem Dinama Ryga. Występował wraz z drużyną w ramach mistrzostw ZSRR. Następnie w drugiej połowie lat 80. grał w drużynie z Tallina (Estońska SRR) w ramach drugoligowych radzieckich rozgrywek Wysszaja Liga. Po 1990 występował w lidze polskiej: w barwach Górnika 1920 Katowice w sezonach 1992/1993, 1993/1994 zdobywając brązowy medal mistrzostw Polski (wraz z nim m.in. Walerij Usolcew, Ihar Filin). Następnie grał w drużynie z Torunia, w sezonie 1995/1996 ponownie zdobywając brązowy medal MP. W drugiej połowie lat 90. powrócił do występów na Łotwie.

## Sukcesy i wyróżnienia
Klubowe
- Brązowy medal mistrzostw Polski: 1994 z Górnikiem 1920 Katowice, 1996 z TTH Toruń
- Złoty medal mistrzostw Łotwy: 1996 z HK Rīga/Alianse